# SC Beira-Mar
SC Beira-Mar, vanligen känd som Beira-Mar, är en idrottsklubb från staden Aveiro, i mellersta Portugal vid atlantkusten. Klubben grundades 1922 och har lag i flera idrotter.  Spelar under säsongen 2022-2023 i Campeonato de Portugal (nivå 4 i portugisiska fotbollen).

## Fotboll
Klubbens fotbollslag kom på 15:e plats säsongen 2006/07 i den portugisiska förstadivisionen och blev därmed nedflyttade till Liga de Honra. Klubben vann den portugisiska cupen 1999.
Den mest kände spelaren är Eusébio, som spelade i klubben säsongen 1976/77.